# Banc-titre
Pour les articles homonymes, voir Banc.

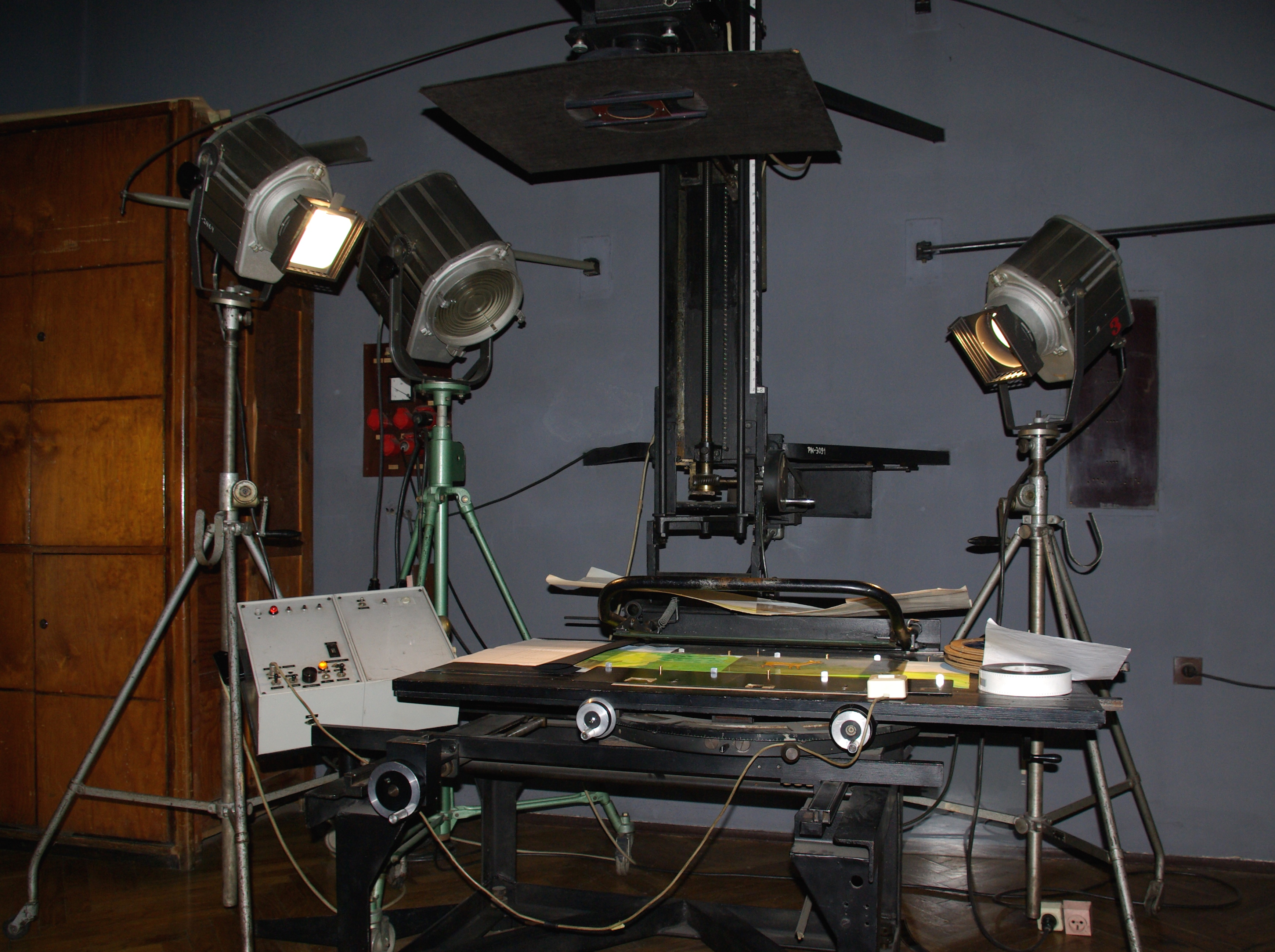
Un banc-titre utilisé pour réaliser un film d'animation.

Le banc-titre ou banc d'animation est un appareil utilisé dans le cinéma professionnel pour les films en 16 mm ou 35 mm, ainsi que pour les caméras numériques, principalement pour la réalisation de films d'animation ou la reproduction de documents écrits ou dessinés ou photographiques.

## Description
Un banc-titre est constitué d'une ou deux colonnes soutenant une caméra fonctionnant image par image. Cette caméra se déplace sur la ou les colonnes pour effectuer un travelling vers une table où sont fixés des dessins ou documents plats. Pour faire un panoramique, ce sont les dessins ou éléments qui se déplacent : le plateau de la table peut coulisser d'est en ouest et du nord vers le sud, ou bien effectuer une rotation.

## Historique
Le banc-titre semble avoir été créé en 1906 par le réalisateur espagnol Segundo de Chomón. Il est ensuite utilisé par Émile Cohl, qui emploie un éclairage latéral afin d'améliorer la qualité de l'image.
En 1933, le studio Disney promeut et améliore la caméra multiplane, conçue par Lotte Reiniger, afin de recréer l'univers de Bambi qui consiste en un assemblage de plusieurs bancs-titres disposés verticalement et permet de donner plus de profondeur aux dessins animés. Les films de Youri Norstein et de Berthold Bartosch utilisent notamment cette technique, par remplacement d'objets et de papiers découpés image par image.
L'arrivée des ordinateurs semble avoir beaucoup ralenti la fabrication et l'utilisation du banc-titre traditionnel. Ce sont les dessins animés qui utilisent la prise de vue en banc-titre, mais il est aussi employé pour les trucages. Les logiciels de compositing reprennent cette logique du travail en multiplans.
En post-production argentique (ou post-production « film »), les génériques et autres titrages étaient effectués avec cette technique.
Certains modèles de bancs-titres ont un support de caméra qui circule sur des rails, ce qui lui assure une grande précision (croquis). Le porte document est monté sur un pantographe commandé par un système électronique.
En France, La Poudrière, l'École Émile Cohl, les Ateliers de Sèvres, l'École des Métiers du Cinéma d'Animation d'Angoulême, l'Institut Sainte-Geneviève et l'Ensad sont les dernières écoles à initier leurs étudiants à cette technique. Au Québec, le Cégep du Vieux Montréal enseigne la méthode traditionnelle dès la première année, tant aux étudiants en animation 2D qu'en 3D, avant de se tourner vers les méthodes plus récentes.
Les appareils photos numériques avec retour vidéo (LiveView) permettent dorénavant d'afficher en temps réel l'image en cours de fabrication, et de tester directement l'animation.